# محمد الجيش
محمد الجيش هو لاعب كرة قدم فلسطيني معتزل كان يلعب في نادي خدمات الشاطئ واعتزل في عام 2007.